# Rövidpályás gyorskorcsolya a 2016. évi téli ifjúsági olimpiai játékokon
A 2016. évi téli ifjúsági olimpiai játékokon a rövidpályás gyorskorcsolya versenyszámait február 14. és 20. között rendezték Gjøvikban

## Éremtáblázat
(A táblázatokban az egyes számoszlopok legmagasabb értéke, vagy értékei vastagítással kiemelve.)
| A 2016. évi téli ifjúsági olimpiai játékok éremtáblázata rövidpályás gyorskorcsolyában | A 2016. évi téli ifjúsági olimpiai játékok éremtáblázata rövidpályás gyorskorcsolyában | A 2016. évi téli ifjúsági olimpiai játékok éremtáblázata rövidpályás gyorskorcsolyában | A 2016. évi téli ifjúsági olimpiai játékok éremtáblázata rövidpályás gyorskorcsolyában | A 2016. évi téli ifjúsági olimpiai játékok éremtáblázata rövidpályás gyorskorcsolyában | Olimpia  |
| -------------------------------------------------------------------------------------- | -------------------------------------------------------------------------------------- | -------------------------------------------------------------------------------------- | -------------------------------------------------------------------------------------- | -------------------------------------------------------------------------------------- | -------- |
|                                                                                        | Ország                                                                                 | Arany                                                                                  | Ezüst                                                                                  | Bronz                                                                                  | Összesen |
| 1.                                                                                     | Dél-Korea (KOR)                                                                        | 3                                                                                      | 1                                                                                      | 0                                                                                      | 4        |
| 2.                                                                                     | Kína (CHN)                                                                             | 1                                                                                      | 1                                                                                      | 1                                                                                      | 3        |
|                                                                                        |                                                                                        |                                                                                        |                                                                                        |                                                                                        |          |
| 3.                                                                                     | Magyarország (HUN)                                                                     | 0                                                                                      | 1                                                                                      | 1                                                                                      | 2        |
| 4.                                                                                     | Japán (JPN)                                                                            | 0                                                                                      | 1                                                                                      | 0                                                                                      | 1        |
|                                                                                        |                                                                                        |                                                                                        |                                                                                        |                                                                                        |          |
| 5.                                                                                     | Bulgária (BUL)                                                                         | 0                                                                                      | 0                                                                                      | 1                                                                                      | 1        |
| 5.                                                                                     | Németország (GER)                                                                      | 0                                                                                      | 0                                                                                      | 1                                                                                      | 1        |
|                                                                                        |                                                                                        |                                                                                        |                                                                                        |                                                                                        |          |
| Összesen                                                                               | Összesen                                                                               | 4                                                                                      | 4                                                                                      | 4                                                                                      | 12       |

## Érmesek

### Fiú
| A 2016. évi téli ifjúsági olimpiai játékok érmesei fiú rövidpályás gyorskorcsolyában |                                   |          |                                |          |                                  |          |
| Versenyszám                                                                          | Arany                             | Arany    | Ezüst                          | Ezüst    | Bronz                            | Bronz    |
| 500 m                                                                                | Hong Kyung-hwan · Dél-Korea (KOR) | 41,885   | Yoshinaga Kazuki · Japán (JPN) | 41,969   | Ma Vej · Kína (CHN)              | 42,129   |
| 1000 m                                                                               | Hvang Tehon · Dél-Korea (KOR)     | 1:28,022 | Ma Vej · Kína (CHN)            | 1:28,082 | Liu Shaoang · Magyarország (HUN) | 1:28,187 |

### Lány
| A 2016. évi téli ifjúsági olimpiai játékok érmesei lány rövidpályás gyorskorcsolyában |                              |          |                                      |            |                                   |          |
| Versenyszám                                                                           | Arany                        | Arany    | Ezüst                                | Ezüst      | Bronz                             | Bronz    |
| 500 m                                                                                 | Yize Zang · Kína (CHN)       | 46,648   | Jászapáti Petra · Magyarország (HUN) | Idő nélkül | Katrin Manoilova · Bulgária (BUL) | 46,337   |
| 1000 m                                                                                | Kim Csijoo · Dél-Korea (KOR) | 1:34,041 | Lee Szujuon · Dél-Korea (KOR)        | 1:34,118   | Anne Seidel · Németország (GER)   | 1:34,323 |

### Vegyes
| A 2016. évi téli ifjúsági olimpiai játékok érmesei vegyes rövidpályás gyorskorcsolyában | |          | |          | |          |
| Versenyszám                                                                             | Arany | Arany    | Ezüst | Ezüst    | Bronz | Bronz    |
| Vegyes váltó                                                                            | Ane Farstad · Norvégia (NOR) · Kim Csijoo · Dél-Korea (KOR) · Stijn Desmet · Belgium (BEL) · Quentin Fercoq · Franciaország (FRA) | 4:14,413 | Jászapáti Petra · Magyarország (HUN) · Julia Moore · Ausztrália (AUS) · Tjerk De Boer · Hollandia (NED) · Kiichi Shigehiro · Japán (JPN) | 4:14,495 | Katrin Manoilova · Bulgária (BUL) · Anita Nagay · Kazahsztán (KAZ) · Karlis Kruzbergs · Lettország (LAT) · Yoshinaga Kazuki · Japán (JPN) | 4:17,181 |